# 比格倫山 (阿爾比斯山脈)
47°15′28″N 8°32′14″E / 47.25778°N 8.53722°E
比格倫山（Bürglen），是瑞士的山峰，位於該國東北部，由蘇黎世州負責管轄，屬於阿爾比斯山脈的一部分，海拔高度915米，每年平均降雨量1,869毫米。